# Icterus dominicensis
Icterus dominicensis là một loài chim trong họ Icteridae.